# Bariumselenid
Bariumselenid ist eine anorganische chemische Verbindung des Bariums aus der Gruppe der Selenide. Neben BaSe sind mit Ba2Se3, BaSe2 und BaSe3 mindestens drei weitere Selenide des Bariums bekannt.

## Gewinnung und Darstellung
Bariumselenid kann durch Reduktion von Bariumselenat im Wasserstoffstrom gewonnen werden.
{\displaystyle \mathrm {BaSeO_{4}+4\ H_{2}\longrightarrow BaSe+4\ H_{2}O} }
Ebenfalls möglich ist die Darstellung durch Reaktion von Bariumoxid oder Bariumcarbonat mit Selen bei hohen Temperaturen.
{\displaystyle \mathrm {2\ BaCO_{3}+5\ Se\longrightarrow 2\ BaSe+3\ SeO_{2}+CO_{2}} }

## Eigenschaften
Bariumselenid ist ein weißer Feststoff. An Luft färbt er sich schon nach einigen Minuten rötlich, nach einigen Stunden ist das Pulver hellbraun. Mit Wasser zersetzt er sich und mit Salzsäure reagiert er unter Bildung von Selenwasserstoff und Abscheidung von rotem Selen. Er besitzt eine Kristallstruktur vom Natriumchloridtyp mit der Raumgruppe Fm3m (Raumgruppen-Nr. 225).

## Verwendung
Bariumselenid wird in Halbleitern und Fotozellen verwendet.